# Vajdasági magyar ifjúsági szervezetek
A Vajdasági magyar ifjúsági szervezetek (2001), a délvidéki magyar fiatalok egyetlen hetilapja, a Képes Ifjúság kiadványa, megjelent a 2001. november 21-i lapszám mellékleteként. A célja – mint a címe is mondja – a Vajdaságban működő magyar kisebbségi ifjúsági szervezetek, elsősorban a Vajdasági Ifjúsági Tanács tagszervezeteinek bemutatása, tevékenységük népszerűsítése volt.

## Bemutatkozási lehetőséget kapott szervezetek
A kiadványban a következő szervezetek mutatkoztak be:
- Vajdasági Ifjúsági Tanács (VIT)
- Moravicai Független Ifjúsági Szervezet (MOFISZ)
- Moravicai Értelmiségi Fórum (MÉF)
- Vajdasági Ifjúsági Fórum (VIFÓ)
- Vajdasági Magyar Diákszövetség (VaMaDiSz)
- Vajdasági Magyar Ifjúság (VMI)
- Délvidéki Magyarok Ifjúsági Szervezete (DMISZ)
- A Vajdasági Magyar Szövetség (VMSZ) Ifjúsági Bizottsága
- Szabadkai Református Keresztyén Egyházközség Ifjúsági Csoportja
- Vajdasági Magyar Cserkészszövetség
- Vajdasági Magyar Ifjúsági Rádiósok Szervezete (VaMIRSZ)
- Táltos – civilizációs lap (Kishegyes)
- Adai Zenekedvelők Ifjúsági Egyesülete
- Képes Ifjúság
- Interkulturális Központ

## Impresszum
A Vajdasági magyar ifjúsági szervezetek című kiadvány hátlapján 2001. november 21-én megjelent impresszum szerint „A Képes Ifjúság melléklete”
Az anyalap impresszumában ugyanekkor az a megjelölés szerepelt: „Képes Ifjúság, minden fiatal (két)hetilapja; megjelenik minden második szerdán”.

## Koncepció
A Képes Ifjúság szerkesztőségének alapvető elképzelése a kiadvány előkészítése és megszerkesztése során az volt, hogy minden, a tartomány területén működő ifjúsági szervezet két-két oldalnyi bemutatkozási felületet, illetve lehetőséget kapjon a füzetben. S ebben a terjedelemben vázolja tevékenységének legfontosabb pilléreit, elemeit, s részletezze azt is, hogy mit tart fontosnak a fiatalok közéletében, kik és miért hívták életre, milyen célokat kívánnak szolgálni. Cél volt az is, hogy az egyes szervezetek megadják a pontos elérhetőségeiket, tehát a vajdasági magyar fiatalok, amennyiben szükségét érzik ennek, vagy egyszerűen csak be akarnak kapcsolódni a munkájukba, esetleg segítséget remélnek tőlük, akkor megkereshessék, elérhessék őket.
Az együttműködésre, vagyis a kis ismertetők, prezentációk megírására a Képes Ifjúság szerkesztői az egyes ifjúsági szervezetek vezetőit kérték fel.
A koncepció kiemelten hangsúlyos és fontos része volt az is, hogy az ifjúsági szervezetek tegyék közzé elérhetőségüket, vezetőségük, fontosabb munkatársaik névsorát, hogy ha a fiatalok szeretnék felvenni velük a kapcsolatot, akkor elérhessék, megtalálhassák őket.

## Vajdasági Ifjúsági Tanács (VIT)
A Vajdasági Ifjúsági Tanács (VIT) 2000. május 4-én alakult meg Szabadkán, a Vajdaságban működő ifjúsági és diákszervezetek ernyőszervezeteként. A térségben tevékenykedő ifjúsági szerveződések előzetes egyeztetései során már többször kifejezték annak szükségességet, hogy intézményes keretbe foglalják az egymás közötti együttműködést, koordinációt és ifjúságpolitikát.
A VIT fő feladata az egységes érdekképviselet, az ifjúságot érintő kérdések felvetése és megvitatása, valamint állásfoglalás ezekben a kérdésekben, az egységes vajdasági ifjúsági stratégia kidolgozása, a szervezetek tevékenységének koordinációja, a délvidéki ifjúsági szervezetek együttműködésének elősegítése és a régióban élő fiatalok bekapcsolása a kárpát-medencei folyamatokba. A VIT alapító okiratát az ifjúsági és a diákszervezetek mellett a nem ifjúsági szférában tevékenységet kifejtő, de az ifjúságot érintő szerveződések is aláírták, mint amilyenek az egyházak és politikai pártok mellett működő ifjúsági csoportosulások, valamint az ifjúsági lapok képviselői is.
A VIT nem politikai csoportosulásként alakult, az alapítók hangsúlyozták, hogy létrehozásakor gyakorlati szempontok vezérelték a szervezeteket. Tekintettel a vajdasági magyar fiatalok nehéz helyzetére, az az álláspont alakult ki, hogy csak összefogással és konstruktív hozzáállással tehetnek valamit az érdekükben, így segítve a magyar közösséget a fennmaradásában és identitásának megőrzésében.
A VIT alapító szervezetei:
- Vajdasági Ifjúsági Fórum
- Vajdasági Magyar Diákszövetség
- Vajdasági Magyar Cserkészszövetség
- Adai Zenekedvelő Ifjúság
- Moravicai Független Ifjúsági Szervezet
- Echo-Ifjúsági Központ
- Vajdasági Magyar Szövetség Ifjúsági Bizottsága
- Református Keresztyén Egyház Ifjúsága
- Képes Ifjúság
- Táltos - civilizációs lap.

## A VIT alapító okirata
A vajdasági ifjúsági szervezetek képviselői az előzetes megállapodások alapján – a mai napon, 2000. május 4-én Szabadkán – létrehozzák a Vajdasági Ifjúsági Tanácsot.
A Vajdasági Ifjúsági Tanács a vajdasági ifjúsági szervezetek ernyőszervezete, amely keretbe foglalja a magyar ifjúsági szerveződéseket és az ifjúságpolitikát.
Ez a kezdeményezés abból a felismerésből indul ki, hogy az ifjúsági és diákszervezetek, valamint minden olyan szervezet és intézmény, amely ifjúsággal foglalkozik, együtt kell, hogy működjön, úgy helyi, mint regionális szinten, a vajdasági magyar fiatalok szülőföldön való maradása és boldogulása esélyeinek növelése érdekében.
Az együttműködés keretébe tartozik: az ifjúsági és diákszervezetek egységes képviselete az országban és külföldön, az ifjúságot érintő problémák felvetése és megvitatása, az ifjúsági önszerveződés támogatása, egy egységes vajdasági magyar ifjúsági stratégia meghozatala, a szervezetek egymás közötti koordinációja és érdekegyeztetése, a régióban élő fiatalok bekapcsolása a kárpát-medencei folyamatokba.
A Vajdasági Ifjúsági Tanács tagszervezetei az alapító okirat aláírásával kötelezték magukat, hogy a fentiekkel összhangban tevékenykednek, ezzel kívánták kifejezni felelősségüket a vajdasági magyar fiatalok jövőjéért.

## Moravicai Független Ifjúsági Szervezet (MOFISZ)
A szervezet 1995 tavaszán alakult meg, azzal a céllal, hogy elsődlegesen a helybeli ifjúságnak megteremtse a feltételeket a szabadidő hasznos eltöltésére, valamint érdekeiket képviselve, szervesen részt vegyen a helybeli közéletben és társadalmi struktúrában is. Kezdettől fogva felvállalta a drogellenes küzdelmet, mivel „a problémáért sem kellett a szomszédba menni”. A melléklet megjelenésekor már öt éve tartottak fenn intenzív kapcsolatot a budapesti KÉK PONT Drogkonzultációs Központtal. Évente szerveztek preventív programokat és szakértőknek tanácskozásokat.
A hasznos szabadidő-eltöltés céljából folyamatosan szerveztek sportrendezvényeket és önképzőköröket. Az igényes szórakozási lehetőségeket az ECHO Ifjúsági Központtal együttműködésben teremtették meg. Lehetőséget biztosítottak minden helyi és környékbeli amatőr zenei kezdeményezésnek a fellépésre. De nagynevű magyarországi együtteseket is folyamatosan vendégül láttak.
A Helyi Közösséggel együtt szerveztek munkaakciókat és közmunkákat. A fásítást és a faluszépítést állandó, önként vállalt feladatuknak tekintették.
Fontosabb rendezvényeik: Május 1-i piláki buli, Ifjúsági napok, Ifjúsági bál, Halottak napi megemlékezés, Szilveszterezés.
Szoros kapcsolatot alakítottak ki a helybeli, más ifjúsági szubjektumokkal is (MÉF, Zabhegyezők, A Református Egyház Ifjúsági csoportja, a cserkészek), ezért számos programjuk közös kezdeményezés és szervezés eredménye volt. Alapítói voltak a VIT-nek, és ezen belül aktív szerepet vállaltak a vajdasági ifjúsági programok megvalósításában és kezdeményezésében is. 2000-től kezdődően szoros kapcsolatot ápoltak a szlovéniai LIFE ifjúsági szervezettel. Tagságuk ekkoriban nyolcvanöt fő körül mozgott, az elnökséget kétévente újították meg.
A Vajdasági magyar ifjúsági szervezetek című mellékletben jegyzett elnök Molnár Ágnes volt. Titkár: Majláth Béla.

## Moravicai Értelmiségi Fórum (MÉF)
A Moravicai Értelmiségi Fórum egy nonprofit civilszervezet, az alapítók elképzelése szerint az államtól és a pártoktól függetlenül valósította meg céljait. Alapítványok és donátorok támogatásaiból gazdálkodott.
Az elképzelést a szervezet létrehozói 1999-re datálják, majd még abban az évben, a NATO-nak a Kis-Jugoszlávia elleni légicsapásai idején jutott el a kidolgozás fázisába. Az ötlet először a baráti köröket „fertőzte” meg, és kialakult egy kisebb csoport, főleg egyetemisták és középiskolások részvételével, amely tenni szeretett volna valamit a faluért, a lakosságért. A hiányát érezték ugyanis egy olyan helynek, ahová bármikor be lehet menni, nyugodt körülmények között le lehet ülni, beszélgetni, újságot olvasni és megvitatni az aktuális eseményeket. Az ötletek egyre jobban szaporodtak, mire körvonalazódott, hogy valóban mit is szeretnének csinálni.
A település akkori polgármestere kedvezően fogadta az ötletet. A valamikori Jegyzőház – Komitét épülete megüresedett, így a Helyi Közösség Közgyűlése 1999 nyarán átadta használatra. Ekkor még ugyan hivatalos, bejegyzett formában nem létezett a MÉF, de már egy kezdeményező bizottság megalakult, amely a hivatalos ügyek intézését vállalta magára.
Az alakuló ülés után megindult a hivatalos bejegyzés folyamata. Ez a procedúra igen sok időt vett igénybe különböző okok miatt, és csak 2000 júniusában kaptak működési engedélyt a szövetségi Igazságügyi Minisztériumtól. De a megalakulás és a bejegyzés közti időszakban sem tétlenkedtek, igen jó kapcsolatot építettek ki több hasonló szervezettel az országhatáron belül és kívül.
A használatra kapott épület igen rossz állapotban volt. Igen sok önkéntes segítette a munkát, főleg fiatalok, de előfordult, hogy több idősebb polgár is felajánlotta a segítségét, szakmai tudását. A munkálatok 2000 őszére kerültek olyan fázisba, hogy az épületet végre valóban birtokba tudták venni. A belső tér igen nagy volt, de a kihasználtsága maximális. Az épületben helyet kapott a Moravicai Értelmiségi Fórum irodája és klubhelyisége, a helyi könyvtár, amely jelenleg a Topolyai Népkönyvtár fiókja, a Teleház, amely az Értelmiségi Fórum keretében tevékenykedett, és kialakították a „patikus bácsi”, azaz Modričin Ivan gyógyszerész emlékszobáját is, továbbá a Kosztolányi Dezső Diáksegélyező Egyesület Moravicai Tagozata itt kapott helyet. Az épületet közösségi házként igyekeztek működtetni, azzal a céllal, hogy minden moravicai polgár teret és segítséget kaphasson ötletének megvalósításához. Elérték, hogy a falu művelődési központja legyen ez az épület. A megnyitó ünnepséget 2000. november 18-án tartották meg.